# Penya del Sagrat Cor

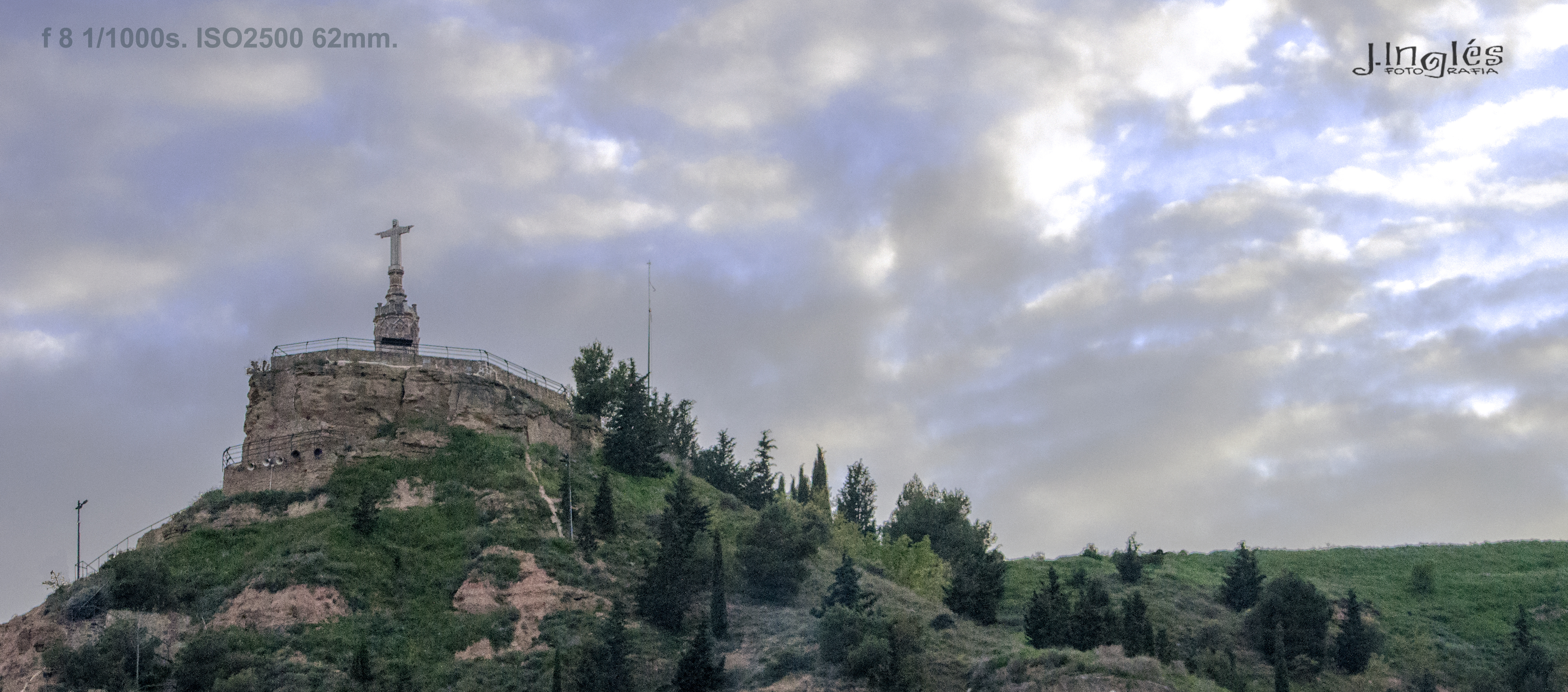

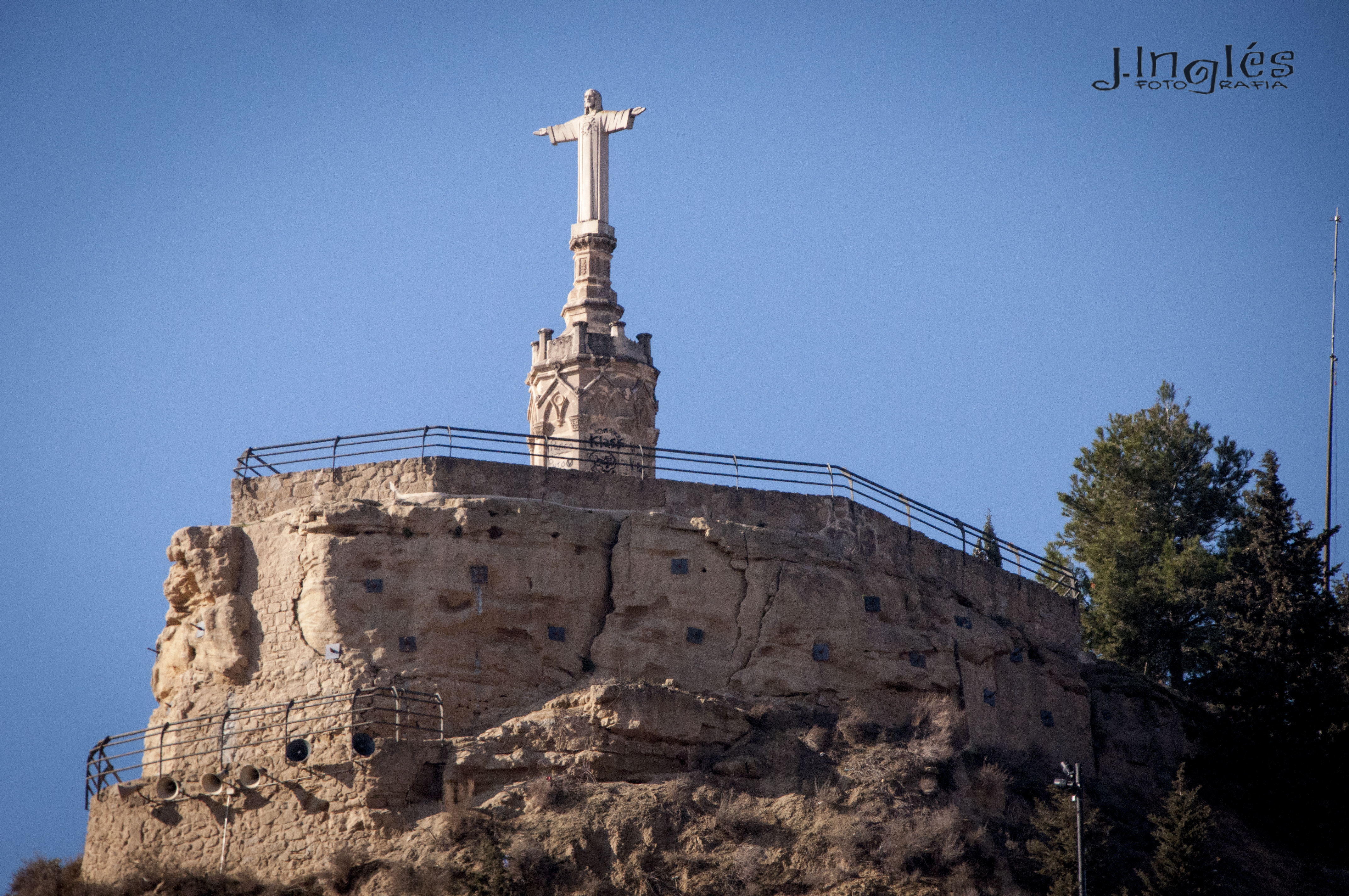

La Penya del Sagrat Cor o Serra del Convent és una muntanya de 387 metres al municipi d'Alguaire, a la comarca catalana del Segrià. Al cim hi ha el vèrtex geodèsic 251109001 de l'Institut Cartogràfic de Catalunya (ICC).
Al cim hi ha el monument del Sagrat Cor, construït l'any 1967. La idea de fer aquest monument va sorgir del mossèn Antoni Fontova. Va pensar a canviar la creu que hi havia i que fiquessin un sagrat cor molt gran per protegir el poble de mals, plagues i tronades. Consultat l'Ajuntament del poble es va fer una votació popular per tal de cercar l'aprovació de tothom. Una vegada aprovat i, ja que s'enderrocava un edifici al bisbat de Lleida, es van aprofitar les pedres, que la gent del poble va pujar amb els tractors de forma desinteressada, d'aquesta manera es començà la construcció d'aquest monument.
L'estàtua del Sagrat Cor es va construir en un taller d'imatgeria d'Olot (la Garrotxa) i està feta de formigó. La parròquia va demanar també la peanya neogòtica del pati del Seminari de Lleida per tal de poder-hi posar aquesta imatge. Es va fer una capta popular per pagar les 40.000 pessetes que va costar l'obra. Tot el poble va participar en la construcció sense cobrar res. La seva inauguració va ser presidida per l'alcalde del poble, Alfons Agustí, pel vicari general, el doctor Colom, en representació del bisbe, i el mossèn, acompanyats per tot el poble l'any 1967. A continuació es va fer una gran ballada de sardanes.
Durant tots aquests anys s'hi van dur a terme moltes reparacions a conseqüència de la caiguda de dos o tres llamps i alguns arranjaments fets a la mateixa roca que aguanta el monument. L'any 1996 hi va caure un llamp que va partir l'estàtua. El mes de setembre de 1998 va ser col·locat al seu lloc completament restaurat i protegit per un parallamps per tal d'evitar danys per maltempsades.
Actualment tot el poble ha fet un gran esforç per tal de restituir tot aquest monument.
El 2018 es va inaugurar la il·luminació del monument, que l'il·lumina amb diferents colors els dies mundials del càncer, de la violència de gènere, etc. El 2021 es van licitar obres per estabilitzar la penya.

La primera fase de l'estabilitació de la base de pedra es va acabar al desembre de 2022.

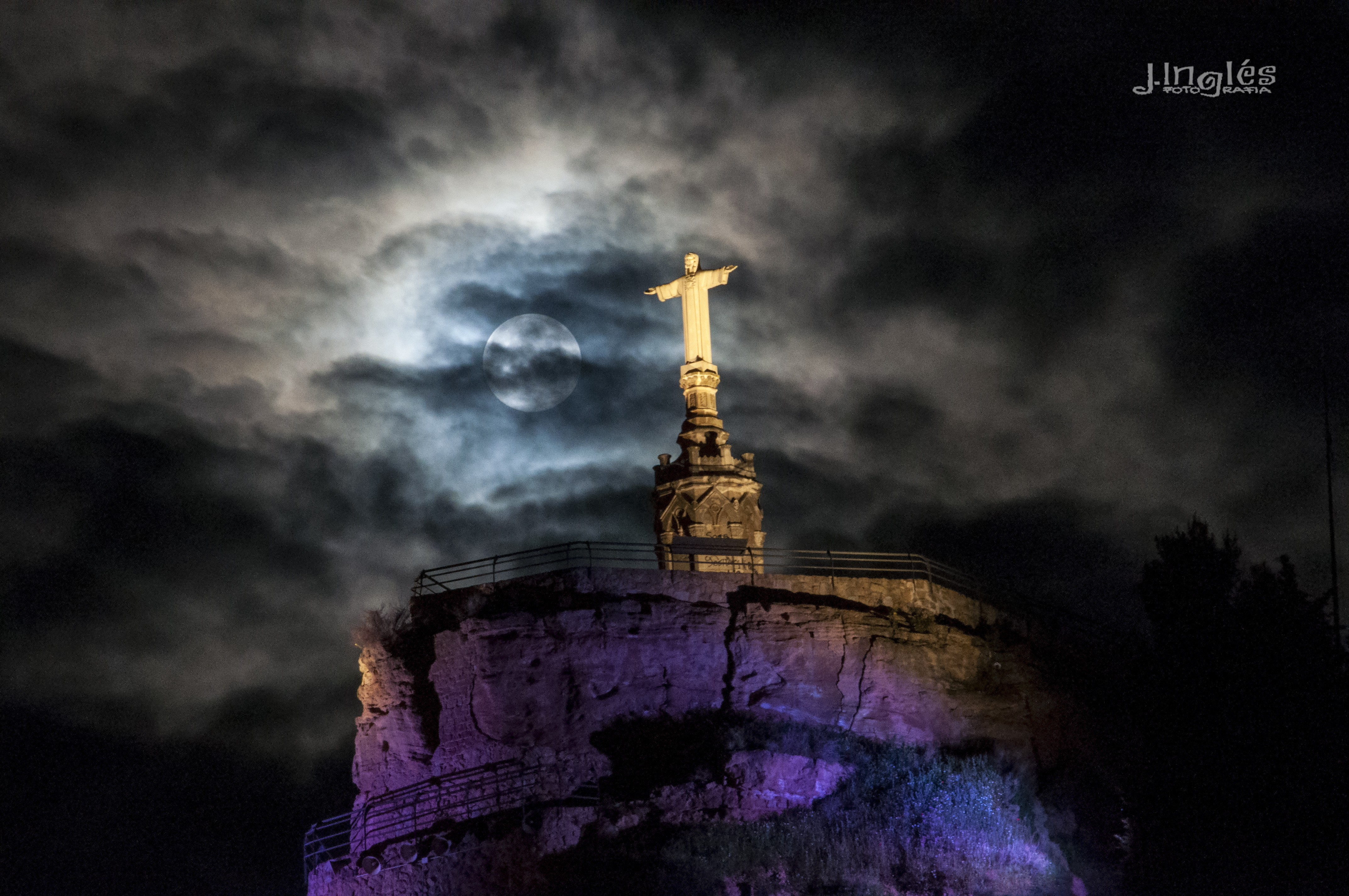

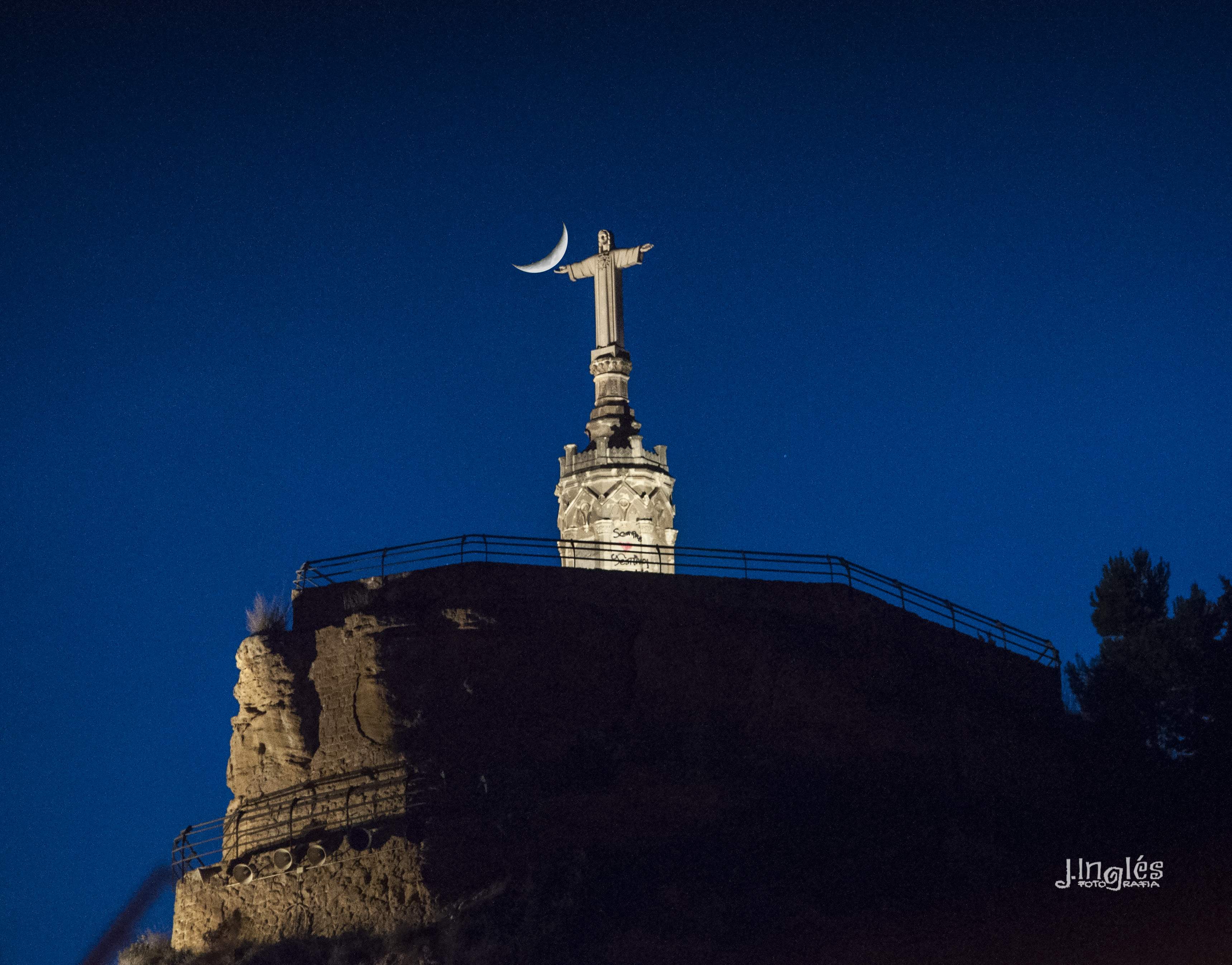